# Polythore
Polythore – rodzaj ważek z rodziny Polythoridae.

## Podział systematyczny
Do rodzaju należą następujące gatunki:

- Polythore albistriata Bota-Sierra & Sánchez Herrera, 2023
- Polythore aurora (Selys, 1879)
- Polythore batesi (Selys, 1869)
- Polythore beata (McLachlan, 1869)
- Polythore boliviana (McLachlan, 1878)
- Polythore chiribiquete (Zloty & Pritchard, 2001)
- Polythore concinna (McLachlan, 1881)
- Polythore derivata (McLachlan, 1881)
- Polythore gigantea (Selys, 1853)
- Polythore koepckei Börzsöny, 2013
- Polythore lamerceda Bick & Bick, 1985
- Polythore manua Bick & Bick, 1990
- Polythore mutata (McLachlan, 1881)
- Polythore neopicta Bick & Bick, 1990
- Polythore ornata (Selys, 1879)
- Polythore picta (Rambur, 1842)
- Polythore procera (Selys, 1869)
- Polythore spaeteri Burmeister & Börzsöny, 2003
- Polythore terminata Fraser, 1946
- Polythore vexilla Tennessen, 2024
- Polythore victoria (McLachlan, 1869)
- Polythore vittata (Selys, 1869)
- Polythore williamsoni (Förster, 1903)